# Estepa y sabana arbolada del Sahara meridional
La estepa y sabana arbolada del Sahara meridional es una ecorregión de la ecozona paleártica, definida por WWF, que se extiende desde Mauritania, pasando por Malí, Argelia, Níger y Chad, hasta Sudán.

## Descripción
Es una ecorregión de desierto que ocupa 1.101.700 kilómetros cuadrados en el sur del desierto del Sahara: centro-este de Mauritania, centro de Malí, Níger y Chad, extremo sur de Argelia y centro-norte de Sudán.

## Fauna
La suricata o suricato (del suajili "gato de roca") (Suricata suricatta).

## Estado de conservación
Vulnerable o frágil.